# Anna Waisman
Pour les articles homonymes, voir Weisman.
Anna Waisman, née le 21 décembre 1928 à Strasbourg et morte le 1er juillet 1995 à Paris 14e, est une danseuse devenue peintre et sculptrice française.

## Biographie
Anna Waisman est une enfant de la guerre. Pourtant, très jeune, dès la fin de la Seconde Guerre mondiale, elle devient danseuse étoile à l’Opéra de Strasbourg, puis elle intègre la troupe des Ballets d'Amérique latine dont elle restera la vedette jusqu’à la fin des années 1950. Ce qu'elle poursuit dans la danse, c'est la recherche de la perfection. Elle y épuise ses forces.
Elle se tourne alors vers une autre forme d’expression et elle commence en autodidacte à sculpter sur pierre en 1958, muée par le désir de sculpter sur sa propre musique, après avoir sculpté son corps sur la musique des grands compositeurs. 
Elle est encouragée par Ossip Zadkine qui, après avoir vu sa première œuvre quand elle travaillait sur un chantier, rue Madame à Paris, près de l’atelier du sculpteur rue d’Assas, considère qu’il laissera quelqu’un derrière lui, à la condition d’avoir sa persévérance et de trouver un atelier. 
Anna Waisman s’installe alors sur les berges de la Seine, entre 1959 et 1961, pour travailler les pierres du viaduc d’Auteuil en démolition. Sans instrument de travail, elle taille ces pierres avec un tournevis et une paire de tenailles. Elle fait la une de plusieurs quotidiens dont Le Figaro, Libération, L’Aurore et France-Soir pour l'expérience exceptionnelle d’une jeune femme taillant les pierres en plein air, par tous les temps. Réalisées en taille directe, ses sculptures développent une esthétique néo-figurative où l’on reconnaît plusieurs figures de la Bible et d’autres inspirées de son récent vécu de danseuse. 
De 1963 à 1972, dans les années 1960, elle délaisse la sculpture pour un travail de recherche mnémonique sur papier, toile, et matières diverses comme le polystyrène. Elle réalise ainsi des centaines d’œuvres autour d’une thématique commune « du point et du trait », improvisant en se laissant guider par son esprit. Peu à peu, le point, dans son travail, prend la forme d’une sphère et le trait devient parallélépipède rectangle, s’imposant respectivement comme le Yod et le Vav, deux lettres de l’alphabet hébraïque, dont l’aspect est justement celui d’un point et d’un trait. Elle s'attaque aussi à la peinture, réalisant à partir de 1972 de grandes huiles sur papier cosmiques.
À partir du début des années 1970, Anna Waisman reprend son travail de sculpture, cette fois exclusivement consacré à l'alphabet hébreu et y retrouve enfin la troisième dimension et le mouvement, tant appréciés dans la danse. En réalisant les lettres hébraïques en trois dimensions — telles qu’elles étaient à l’origine sur les tables de la loi et taillées de surcroît dans le vide — elle tente de créer non pas un art cultuel juif, mais un art qui, par son apport symbolique, physique, cosmique et humain se veut universel. 
La rencontre de l'écrivain-philosophe juif André Neher et de son épouse, Renée Neher-Bernheim est initiatique. Les sources juives, dont elle avait été tenue éloignée, refont surface. Au cours d'une correspondance qui durera pendant 25 ans, André Neher initie Anna Waisman aux symboles que la tradition juive attache à chacune de ces lettres, « matériau ayant servi au Créateur à construire le monde ». Avec son érudition, André Néher retrouve dans les sculptures d'Anna Waisman des significations qu'elle n'a mises à jour que par intuition, avec son approche directe par la forme.
Dans la dernière partie de sa carrière, dans les années 1980 et les années 1990 jusqu’à son décès en 1995, le travail d’Anna Waisman se développe également dans un mélange de deux et de trois dimensions, avec un travail de sculptures à l'aide de papiers déchirés, et de collages de microprocesseurs. Dans les déchirures de papier, l’artiste dégage une lettre hébraïque en la découpant ou en l’arrachant du papier, et le vide créé par la lettre en formant une autre. Elle se sert par ailleurs, de composants électroniques, de puces et de fils électriques pour les décortiquer et réaliser des collages. Tous ces éléments d’ordinateur ont leur message à faire passer car ils sont un véhicule de la pensée contemporaine, témoins, comme l’artiste, de leur temps.         
Mais l'essentiel de son œuvre reste désormais axé sur « les lettres », de pierre, de poudre de marbre ou de bronze, dont elle cherche à exprimer, au-delà de la forme et de la matière, le message caché.
Anna Waisman meurt dans le 14e arrondissement de Paris le 1er juillet 1995.

## Influences artistiques
Autant Zadkine l'a influencée lorsqu'elle a débuté la taille directe, autant elle s'en est écarté lorsqu'elle s'est mise à sculpter des lettres hébraïques. Ses lettres aux formes biomorphes lisses et rondes rappellent les sculptures de Hans Arp dans les années 1930 et celles d'Henry Moore dans les années 1970. Elle a été proche également du sculpteur Emile Gilioli, ainsi que d'André Neher comme mentionné plus haut. Ses huiles sur papier ont été influencées par la première partie du travail de Pierre Soulages, notamment ses sortes de calligraphies.

## Expositions et récompenses
- En 1971, Anna Waisman participe au premier Festival de l’alphabet hébraïque organisé au château de Laversine dans l’Aisne. Elle expose aussi dans de nombreuses manifestations collectives : au Salon des indépendants, au Salon de la jeune sculpture et au Salon d’automne.
- Après avoir reçu, en 1977, une bourse de la Memorial Foundation for Jewish Culture à New York, elle est invitée à exposer dans les galeries de plusieurs villes américaines, à New York en 1983 et dans le New Jersey en 1984.
- En 1980, alors qu'elle obtient une médaille d'argent au Coliseum de New York, une prime artistique de la Ville de Paris, elle expose ses Lettres et Déchirures à la galerie Saphir à Paris.
- En 1981, elle est lauréate du concours de la Ville de Sarcelles et elle réalise le Mémorial des martyrs juifs victimes de la barbarie nazie, sculpture monumentale au milieu de la cité.
- En 1989, elle expose à la galerie Larousse et Trombetta à Neuilly-sur-Seine.
- En 1992, elle expose dans le cadre du judéoscope au CNIT de La Défense.
- À sa mort en 1995, la Fondation du judaïsme français lui consacre une exposition, ainsi qu'en 2003 pour les journées européennes de la culture juive.
- Depuis 2001, une exposition itinérante créée par le Musée judéo-alsacien de Bouxwiller circule en Alsace.

## Collections publiques
France
- Dijon, musée des Beaux-Arts, Lev, haut relief, 1986.
- Laversine, château de Laversine, 1973.
- Paris, Commune libre de Montmartre devant le 7, rue du Mont-Cenis, À la gloire des démolisseurs, 1960.
- Sarcelles, Mémorial des martyrs juifs victimes de la barbarie nazie, 1981.

Israël
- Dimona, musée de Dimona, 1978.

Suisse
- Genève, synagogue Beth-Yaacov, Aïn Schin, hommage à Pierre Wahl, 1990.